# Grande Prêmio da França de 1976
Resultados do Grande Prêmio da França de Fórmula 1 realizado em Paul Ricard em 4 de julho de 1976. Oitava etapa da temporada, nele o vencedor foi o britânico James Hunt, da McLaren-Ford.

## Classificação da prova
| Pos. | Nº | Piloto             | Construtor         | Voltas | Tempo/Diferença        | Grid | Pontos |
| ---- | -- | ------------------ | ------------------ | ------ | ---------------------- | ---- | ------ |
| 1    | 11 | James Hunt         | McLaren-Ford       | 54     | 1:40:58.60             | 1    | 9      |
| 2    | 4  | Patrick Depailler  | Tyrrell-Ford       | 54     | + 12.70                | 3    | 6      |
| 3    | 28 | John Watson        | Penske-Ford        | 54     | + 23.55                | 8    | 4      |
| 4    | 8  | José Carlos Pace   | Brabham-Alfa Romeo | 54     | + 24.82                | 5    | 3      |
| 5    | 5  | Mario Andretti     | Lotus-Ford         | 54     | + 43.92                | 7    | 2      |
| 6    | 3  | Jody Scheckter     | Tyrrell-Ford       | 54     | + 55.07                | 9    | 1      |
| 7    | 34 | Hans-Joachim Stuck | March-Ford         | 54     | + 1:21.55              | 17   |        |
| 8    | 16 | Tom Pryce          | Shadow-Ford        | 54     | + 1:30.67              | 16   |        |
| 9    | 35 | Arturo Merzario    | March-Ford         | 54     | + 1:53.57              | 20   |        |
| 10   | 20 | Jacky Ickx         | Wolf-Williams-Ford | 53     | + 1 volta              | 19   |        |
| 11   | 7  | Carlos Reutemann   | Brabham-Alfa Romeo | 53     | + 1 volta              | 10   |        |
| 12   | 17 | Jean-Pierre Jarier | Shadow-Ford        | 53     | + 1 volta              | 15   |        |
| 13   | 21 | Michel Leclère     | Wolf-Williams-Ford | 53     | + 1 volta              | 22   |        |
| 14   | 26 | Jacques Laffite    | Ligier-Matra       | 53     | + 1 volta              | 13   |        |
| 15   | 12 | Jochen Mass        | McLaren-Ford       | 53     | + 1 volta              | 14   |        |
| 16   | 18 | Brett Lunger       | Surtees-Ford       | 53     | + 1 volta              | 23   |        |
| 17   | 25 | Guy Edwards        | Hesketh-Ford       | 53     | + 1 volta              | 25   |        |
| 18   | 22 | Patrick Nève       | Ensign-Ford        | 53     | + 1 volta              | 26   |        |
| 19   | 10 | Ronnie Peterson    | March-Ford         | 51     | Sistema de combustível | 6    |        |
| Ret  | 19 | Alan Jones         | Surtees-Ford       | 44     | Suspensão              | 18   |        |
| Ret  | 9  | Vittorio Brambilla | March-Ford         | 28     | Pressão do óleo        | 11   |        |
| Ret  | 30 | Emerson Fittipaldi | Fittipaldi-Ford    | 21     | Pressão do óleo        | 21   |        |
| Ret  | 38 | Henri Pescarolo    | Surtees-Ford       | 19     | Suspensão              | 24   |        |
| Ret  | 2  | Clay Regazzoni     | Ferrari            | 17     | Motor                  | 4    |        |
| Ret  | 1  | Niki Lauda         | Ferrari            | 8      | Motor                  | 2    |        |
| Ret  | 6  | Gunnar Nilsson     | Lotus-Ford         | 8      | Câmbio                 | 12   |        |
| Ret  | 24 | Harald Ertl        | Hesketh-Ford       | 4      | Diferencial            | 27   |        |
| DNQ  | 33 | Damien Magee       | Brabham-Ford       |        |                        |      |        |
| DNQ  | 31 | Ingo Hoffmann      | Fittipaldi-Ford    |        |                        |      |        |
| DNQ  | 32 | Loris Kessel       | Brabham-Ford       |        |                        |      |        |

## Tabela do campeonato após a corrida
| Pos. | Piloto            | Pontos |
| ---- | ----------------- | ------ |
| 1    | Niki Lauda        | 52     |
| 2    | James Hunt        | 26     |
| 3    | Patrick Depailler | 26     |
| 4    | Jody Scheckter    | 24     |
| 5    | Clay Regazzoni    | 16     |

| Pos. | Construtor   | Pontos |
| ---- | ------------ | ------ |
| 1    | Ferrari      | 55     |
| 2    | Tyrrell-Ford | 37     |
| 3    | McLaren-Ford | 32     |
| 4    | Ligier-Matra | 10     |
| 5    | Penske-Ford  | 6      |

- Nota: Somente as primeiras cinco posições estão listadas. A temporada de 1976 foi dividida em dois blocos de oito corridas onde cada piloto descartaria um resultado. Neste ponto esclarecemos: na tabela dos construtores figurava somente o melhor colocado dentre os carros do mesmo time.